# Lekkoatletyka na Letnich Igrzyskach Olimpijskich 1900 – skok wzwyż z miejsca mężczyzn
Konkurs skoku wzwyż z miejsca na igrzyskach olimpijskich w 1900 w Paryżu rozegrano 16 lipca 1900 w Lasku Bulońskim. Startowało 3 lekkoatletów z 1 kraju. Była to konkurencja rozegrana po raz pierwszy na igrzyskach olimpijskich.

## Finał
| Poz.   | Zawodnik      | Kraj              | Wynik | Uwagi |
| ------ | ------------- | ----------------- | ----- | ----- |
| złoto  | Ray Ewry      | Stany Zjednoczone | 1,655 | WR    |
| srebro | Irving Baxter | Stany Zjednoczone | 1,525 |       |
| brąz   | Lewis Sheldon | Stany Zjednoczone | 1,500 |       |

Ewry zwyciężył zdecydowanie bijąc rekord świata skokami na wysokość 1,63 m, a następnie 1,655 m.